# Saúl Bouer
Saúl Bouer (Buenos Aires, 6 de febrero de 1937-4 de febrero de 2017) fue un político y economista argentino, fue el penúltimo Intendente de Buenos Aires.

## Trayectoria política
Bouer inició su carrera política dentro del Partido Justicialista. En 1983 acompañó a Ítalo Luder en su candidatura presidencial como candidato a uno de los puestos del Gabinete Nacional. 
El 26 de octubre de 1992 fue designado Intendente de Buenos Aires tras la renuncia de su antecesor, Carlos Grosso. Durante su gestión, la Municipalidad fue estricta con el pago de moratorias por parte de deudores. 
En diciembre de 1993 se designaron 280 apoderados fiscales con el objetivo de efectuar como cobradores para regularizar la deudas que se arrastraban desde 1987. Modernizó el sistema de facturación por prestación por el pago per cápita para evitar las sobreprestaciones y agilizar el sistema.
El 5 de septiembre de 1994, tras las elecciones nacionales para Presidente de la Nación, entregó el poder a Jorge Domínguez.
En 1998 asumió como director del ANSES, en su gestión se comprometió a liquidar las sentencias favorables a jubilados y pensionados, reconociendo que había más de 120.000 sentencias pendientes.
Falleció el 4 de febrero de 2017 a los 79 años.